# Jan Adolf Brühl
Jan Adolf Brühl (ur. 6 września 1695 w Gangloffsömmern, zm. 26 grudnia 1742) – królewsko-polski i elektorsko-saski masztalerz i szambelan; brat Henryka Brühla, wszechwładnego ministra z czasów króla Augusta III.
W 1735 Jan Adolf zakupił dobra ziemskie Zehista (obecnie dzielnica Pirny).